# BSC Marzahn
Der Berliner SC Marzahn ist ein deutscher Fußballverein aus Berlin. Heimstätte des 801 Mitglieder starken Vereins ist die Sportanlage Schönagelstraße.

## Fußball

### 1949 bis 1990: BSG Rotation Berlin

BSG-Logo

Die Betriebssportgemeinschaft (BSG) Rotation Berlin wurde am 14. April 1949 gegründet. Die Fußballmannschaften trug ihre Heimspiele im mittlerweile abgerissenen Ernst-Grube-Stadion in Berlin-Spindlersfeld aus. Auf sportlicher Ebene pendelte die 1. Mannschaft von Rotation Berlin bis Mitte der 1970er Jahre zwischen dem Berliner Stadtligabereich und der drittklassigen Bezirksliga Berlin. Nach vergeblichen Anläufen in den Vorjahren gelang Rotation in der Saison 1975/76 vor dem Aufstiegskonkurrenten Fortuna Biesdorf der Gewinn der Ost-Berliner Meisterschaft und damit der Aufstieg in die DDR-Liga.
In der DDR-Liga konnte sich Rotation in den nächsten drei Spielzeiten mit gesicherten Mittelfeldplätzen behaupten, in der Saison 1979/80 mussten die Berliner auf Grund des schlechteren Torverhältnisses gegenüber der BSG KWO Berlin wieder in die Bezirksliga absteigen. Nachdem der sofortige Wiederaufstieg im Folgejahr noch an Lichtenberg 47 gescheitert war, konnte sich Rotation in der Spielzeit 1980/1981 vor der SG Hohenschönhausen durchsetzen und erneut aufsteigen. Im Anschluss waren die Berliner bis zur im Jahr 1991 erfolgten Auflösung der NOFV-Liga ununterbrochen in der zweithöchsten Spielklasse präsent. Beste Platzierung war in der Saison 1987/88 ein zweiter Platz hinter Energie Cottbus, die Aufstiegsrunde zur DDR-Oberliga verpasste Rotation hinter den Lausitzern allerdings recht deutlich.

### 1990 bis 1995: BSV Rotation Berlin und BSV Spindlersfeld

BSV-Logo

Nachdem 1990 wieder die Bildung bürgerlicher Vereine möglich wurde, gründeten Mitglieder der bisherigen BSG Rotation im Mai 1990 den BSV Rotation Berlin. Am 14. Oktober 1991 nannte sich der Verein in BSV Spindlersfeld um. Die 1991 in die Oberliga Nordost eingegliederte erste Fußballmannschaft war wegen mangelnder finanzieller Möglichkeiten chancenlos und stieg nach einer Spielzeit in die Verbandsliga Berlin ab. Dort konnte sich der BSV Spindlersfeld zunächst behaupten und wurde 1993 und 1994 Tabellendritter.

### Ab 1995 als BSC Marzahn
Nach erneuten finanziellen Schwierigkeiten wurde die Mannschaft während der laufenden Spielzeit 1994/95 aufgelöst und durch eine Sonderregelung des Berliner Fußball-Verbandes dem BSC Marzahn angeschlossen, einem Nachfolgeverein der 1985 gegründeten BSG Konsum Berlin. Bis 1992 führte dieser den Namen SV Konsum Berlin und spielte auf dem Sportplatz Am Grabensprung von Fortuna Biesdorf. Der BSC übernahm nach Anschluss im Januar 1995 den Ligaplatz von Spindlersfeld. Weiterhin am Grabensprung spielend konnte der Klub in der Übernahmesaison die Klasse halten, stieg aber 1996 aus der Verbandsliga und 1997 auch aus der Landesliga Berlin ab. In der Saison 2008/09 stieg die Mannschaft von der Kreisliga A in die Bezirksliga auf. Von dort ging es 2014 in die Kreisliga A zurück, 2015 sogar in die Kreisliga B.

### Statistik
- Teilnahme DDR-Liga: 1976/77 bis 1979/80, 1982/83 bis 1990/91
- Teilnahme Oberliga Nordost: 1991/92
- Ewige Tabelle der DDR-Liga: Rang 32
- Ost-Berliner Meister: 1976 und 1982
- FDGB-Bezirkspokalsieger (Ost-Berlin): 1963, 1981 und 1982
- Ewige Tabelle der Berlin-Liga: Rang 42

## Frauenfußball
Die erste Frauenmannschaft gewann in der Saison 2008/09 die Berliner Meisterschaft. In zwei Relegationsspielen um den Aufstieg in die Regionalliga gegen den Meister aus Mecklenburg-Vorpommern, Hafen Rostock, setzte sich das Team von Christof Reimann mit einem 5:1-Heimsieg und einem 5:2-Auswärtssieg durch. Die erstmalige Teilnahme am DFB-Pokal endete 2013/14 bereits in der ersten Runde mit einer 0:3-Niederlage gegen die TSG Burg Gretesch. Das beste Saisonresultat in der Regionalliga gelang in der Saison 2016/17, als der 3. Platz erreicht wurde. Am 5. Juni 2017 besiegte die mittlerweile von Christina Wedell-Westphal trainierte Mannschaft außerdem im Finale des Polytan-Pokals die Mannschaft vom SV Blau-Gelb Berlin mit 4:1 und wurde damit Berliner Pokalsieger der Frauen 2017. Dieser Titel berechtigte zur zweiten Teilnahme am DFB-Pokal der Frauen in der Saison 2017/18. Nach zehn Jahren stiegen die Marzahnerinnen 2019 aus der Regionalliga Nordost ab. Nach einer Saison in der Verbandsliga Berlin wurde die Frauenmannschaft vom Spielbetrieb abgemeldet. 
Seit der Saison 2021/22 tritt die Frauenfußball-Abteilung wieder mit einer 7er-Mannschaft an, zunächst in der Bezirksliga (Staffel 2) und 2022/23 in der Landesliga.

## Personen
- Isabel Kerschowski, Fußballnationalspielerin, spielte von 2000 bis 2005 beim BSC
- Monique Kerschowski, Fußballnationalspielerin (Nachwuchs), spielte von 2000 bis 2005 beim BSC
- Christina Kokoviadou, griechische Fußballnationalspielerin
- Barbara Kopácsi, ungarische Fußballnationalspielerin
- Christopher Quiring, Fußballspieler beim 1. FC Union Berlin, spielte von 1995 bis 2002 beim BSC
- Bodo Rudwaleit, 33-maliger DDR-Fußballnationalspieler, spielte von 1993 bis 1997 beim BSC
- Adela Ratu, rumänische Fußballnationalspielerin